# Opeth
Opeth je švédská progresivně metalová kapela ze Stockholmu založená v roce 1990. Kapela začleňuje do svých obvykle rozsáhlých skladeb prvky folku, blues, klasické hudby a jazzu, stejně jako silné vlivy death metalu, zejména ve svých raných pracích. Písně mohou zahrnovat pasáže s akustickou kytarou, Mellotrony, death growly a výrazné dynamické přechody.
Skupina prošla několika personálními změnami už v rané historii, včetně výměny všech původních členů. Hlavní zpěvák, kytarista a primární skladatel Mikael Åkerfeldt je hnací silou Opeth od odchodu zakladatele a původního zpěváka Davida Isberga v roce 1992. Kapela jen zřídka vystupovala živě na podporu svých prvních čtyř alb, ale od světového turné k albu Blackwater Park z roku 2001 absolvovala několik dalších významných světových turné.
Opeth vydali čtrnáct studiových alb, čtyři živá DVD, čtyři živá alba (tři z nich ve spojení s DVD) a dva box sety. Debutové album Orchid vyšlo v roce 1995. Osmé studiové album Ghost Reveries (2005) přineslo kapele úspěch v hitparádách v několika desítkách zemí, včetně Top 10 ve Švédsku. Jejich deváté studiové album Watershed (2008) se po vydání dostalo na první místo finského albového žebříčku a na 23. místo amerického Billboard 200. K listopadu 2009 prodala kapela po celém světě přes 1,5 milionu kopií svých alb a DVD, včetně 300 000 kolektivních SoundScanů alb Blackwater Park, Damnation a Deliverance ve Spojených státech. Jejich čtrnácté studiové album The Last Will and Testament (2024) získalo švédskou cenu Grammis v kategorii Nejlepší hard rock/metal.

## Sestava

### Současná sestava
- Mikael Åkerfeldt - kytara, zpěv (1990-)
- Martín Méndez - basová kytara (1997-)
- Martin Axenrot - bicí (2006-)
- Fredrik Åkesson - kytara (2007-)
- Joakim Svalberg - klávesy (2011-)

### Dřívější členové
Zpěv
David Isberg: 1990–1992
Kytara
Dan Nilsson: 1990
Micke Bargstörm: 1990
Andreas Dimeo: 1990-1991
Kim Pettersson: 1991
Peter Lindgren: 1991–2007 (Basa: 1991)
Basa
Martin Persson: 1990
Nick Döring: 1990-1991
Johan DeFarfalla: 1991, 1994–1997
Mattias Ander: 1991
Stefan Guteklint: 1991–1994
Bicí
Rille Even: 1990
Anders Nordin: 1990–1997
Martin Lopez: 1997–2006
Klávesy
Per Wiberg: 2005-2011

## Alba

### Orchid
První album odhalující potenciál této mladé kapely. Již se zde projevují vlivy typické pro tvorbu Opeth. Oproti současnému black metalu, kde je obyčejně jedna elektrická kytara hrající opakující se melodii (riff), je většina skladeb hraná na dvě elektrické kytary, kde každá hraje jinou melodii doprovázející se navzájem.  Obsahuje výtečné skladby In The Mist She Was Standing, Under The Weeping Moon a instrumentální skladbu Silhouette.
- Vydáno: 1995
- Délka: 65:31

Seznam písní
1. In The Mist She Was Standing (14:09)
2. Under The Weeping Moon (09:52)
3. Silhouette (03:07)
4. Forest Of October (13:04)
5. The Twilight Is My Robe (11:01)
6. Requiem (01:11)
7. The Apostle In Triumph (13:01)
Na reedici je přidána bonusová skladba Into the Frost of Winter (6:20).

### Morningrise
Kapele se podařilo odladit poslední nedokonalosti debutu a vydala do světa velmi kvalitní album, které obsahuje i nejdelší kompozici Black Rose Immortal.
- Vydáno: 1996
- Délka: 66:07

Seznam písní
1. Advent (13:46)
2. The Night And The Silent Water (11:00)
3. Nectar (10:09)
4. Black Rose Immortal (20:14)
5. To Bid You Farewell (10:57)
Na reedici je přidána bonusová skladba Eternal Soul Torture (8:35)

### My Arms Your Hearse
Poslední album ve „starém stylu“, je zde slyšet další mírný posun od předchozího alba, obsahuje i různorodější nápady což vyúsťuje k více skladbám. Toto album je tzv. konceptuální album , které sleduje protagonistu, který se po smrti vrací za svou manželkou. Skladby nejvíce oblíbené fanoušky jsou When a Demon of the Fall.
- Vydáno: 1998
- Délka: 52:38

Seznam písní
1. Prologue (00:59)
2. April Ethereal (08:41)
3. When (09:14)
4. Madrigal (01:25)
5. The Amen Corner (08:43)
6. Demon of the Fall (06:13)
7. Credence (05:26)
8. Karma (07:52)
9. Epilogue (03:59)
Na reedici je přidán cover skladby Remember Tomorrow od Iron Maiden a Circle of Tyrants od Celtic Frost.

### Still Life
Deska se vyznačuje modernějším stylem, současnějším zvukem a představuje zlomové album v celé kariéře Opeth. Vypráví příběh muže žijícího ve středověku, který je vyhnán ze svého domova, protože nesdílí křesťanskou víru. Při odchodu musí opustit svou milovanou dívku jménem Melinda. Jeho city k ní ale ani po patnácti letech vyhnanství neutichají, proto se vrací, aby ji odvedl s sebou. Zjišťuje, že Melinda se mezitím musela stát jeptiškou a „provdat“ se za církev. Přesto se nevzdává, a i když si uvědomuje, že se vystavuje velkému nebezpečí, pokud by ho odhalil „Koncil kříže“, dohlížející na potírání kacířů ve městě, vydá se ji přesvědčit. Melinda k vlastnímu překvapení sama doznává, že ho ještě miluje. Jenže jsou odhaleni. Melinda je odvedena a popravena pro nevěrnost Bohu. V záchvatu vzteku hrdina zabíjí vojáky přisluhující Koncilu dokud nezkolabuje vyčerpáním. Posléze je zajat a potrestán oběšením. V okamžiku těsně před svým posledním vydechnutím spatří Melindu, jak na něj ve smrti čeká.
Na desce získal větší prostor čistý vokál, obsahuje častější změny tempa a klade větší důraz na akustické kytary. Nejvýraznější skladby jsou Godhead’s Lament, Face of Melinda a White Cluster.
- Vydáno: 1999
- Délka: 62:31

Seznam písní
1. The Moor (11:28)
2. Godhead’s Lament (09:47)
3. Benighted (05:01)
4. Moonlapse Vertigo (09:00)
5. Face Of Melinda (07:59)
6. Serenity Painted Death (09:14)
7. White Cluster (10:02)

### Blackwater Park
Blackwater Park je komerčně nejúspějšnější nahrávka z celé diskografie Opeth a rychle zaujme i posluchače, kteří kapelu doposud neznali. Může za to především velký důraz na propracované aranže, chytlavé melodie, efektní střídání rychlých a pomalých pasáží i brutálního growlingu s čistým zpěvem. Album obsahuje hity jako Bleak, baladu Harvest nebo The Funeral Portrait.
- Vydáno: 2001
- Délka: 67:13

Seznam písní
1. The Leper Affinity (10:23)
2. Bleak (09:16)
3. Harvest (06:01)
4. The Drapery Falls (10:54)
5. Dirge For November (07:54)
6. The Funeral Portrait (08:44)
7. Patterns In The Ivy (01:53)
8. Blackwater Park (12:08)

### Deliverance
Nejagresivnější album kapely. Titulní skladba je jedna z nejlepších, kterou kdy Opeth vydali.[zdroj?]
- Vydáno: 2002
- Délka: 61:50

Seznam písní
1. Wreath (11:10)
2. Deliverance (13:36)
3. A Fair Judgement (10:24)
4. For Absent Friends (2:17)
5. Master's Apprentices (10:32)
6. By the Pain I See in Others(13:51)

### Damnation
Album sestavené pouze z pomalých skladeb představuje rockovější obraz kapely, přijatelný pro širokou veřejnost lépe než deathmetalová alba. Na desce dostaly větší prostor klávesy a obsahuje již klasické skladby jako Death Whispered a Lullaby, In My Time Of Need nebo asi nejpopulárnější píseň kapely, Windowpane.
- Vydáno: 2003
- Délka: 43:19

Seznam písní
1. Windowpane (7:44)
2. In My Time of Need (5:49)
3. Death Whispered a Lullaby (5:49)
4. Closure (5:15)
5. Hope Leaves (4:30)
6. To Rid the Disease (6:21)
7. Ending Credits (3:39)
8. Weakness (4:08)

### Ghost Reveries
Ghost Reveries je spojením agresivity Deliverance (The Baying of the Hounds, The Grand Conjuration) a akustické zručnosti Damnation (Hours of Wealth, Isolation Years). Do kapely také na stálo přišel klávesista, a tak je využití kláves na albu nejznatelnější ze všech dosavadních alb Opeth.
- Vydáno: 2005
- Délka: 66:49

Seznam písní
1. Ghost of Perdition (10:29)
2. The Baying of the Hounds (10:41)
3. Beneath the Mire (7:57)
4. Atonement(5:20)
5. Reverie / Harlequin Forest (12:39)
6. Hours of Wealth(5:20)
7. The Grand Conjuration(10:21)
8. Isolation Years(3:51)

### Watershed
Deváté album Opeth uzavírá předchozí tvorbu kapely a předznamenává další možný vývoj. Na desce se nacházejí jak klasické deathmetalové kompozice známé ze starších nahrávek (Heir Apparent), tak baladické skladby (Burden). Kapela experimentuje se zvukem a používá artrockové postupy ve větší míře než v minulosti. Nevyhýbá se ani náznakům folkových melodií (Hessian Peel), které dostanou více prostoru až na dalším albu. Instrumentální podoba desky je poznamenaná odchodem dvou členů (Peter Lindgren, Martin Lopez). Kromě nahrávky o sedmi skladbách existuje také verze se třemi bonusy.
- Vydáno: 2008
- Délka: 55:00

Seznam písní
1. Coil
2. Heir Apparent
3. The Lotus Eater
4. Burden
5. Porcelain Heart
6. Hessian Peel
7. Hex Omega

### Heritage
Zřejmě nejvýraznější žánrový posun kapely od alba Still life. Spojení melancholie, progresivního rocku a folkových motivů ústí ve specifický hudební mix i novodobou reminiscenci na jazzrock sedmdesátých let. Žádná ze skladeb neobsahuje typický growling Mikaela Åkerfeldta, celá nahrávka se pohybuje v čistých hlasových polohách.
- Vyšlo: 16.9.2011
- Délka: 55:44

Seznam písní
1. Heritage
2. The Devil's Orchard
3. I Feel the Dark
4. Slither
5. Nepenthe
6. Häxprocess
7. Famine
8. The Lines in My Hand
9. Folklore
10. Marrow of the Earth
11. Pyre (bonus)
12. Face in the Snow (bonus)

### Pale Communion
Vývoj naznačený deskou Heritage pokračuje i v roce 2014. Tentokrát je ale zvuk kapely o něco kompaktnější a soustředěnější, nahrávka se vyznačuje sevřenějším tvarem a celkově promyšlenější kompozicí než minule. Death metalová etapa kapely už je, zdá se, úplně zapomenutá, a o slovo se hlásí progresivní rock sedmdesátých let s typickými hudebními postupy Opeth. Nebývale velký prostor dostaly klávesy, díky kterým je odklon od zvuku všech předchozích metalových alb o to patrnější. To vyvolalo negativní reakce skalních fanoušků, kteří už definitivně pochopili, že Opeth se vydali úplně novým směrem a nehodlají se ohlížet zpět. Přesto — z kompozičního hlediska album z celé diskografie nijak zásadně nevyčnívá. Skladby jako Moon Above, Sun Below či Voice of Treson představují relativně klasicky vystavěné kompozice a přinášejí i známé melodické postupy. Největší rozdíl nakonec představují zcela odlišné aranže skladeb, důraz na klávesy a celkově staromódní zvuk. Je evidentní, že v jiných aranžích, s jiným zvukem a při zapojení typického Åkerfeldtova growlingu by z desky mohlo vzniknout další regulérní deathmetalové album.
- Vyšlo: 26. 8. 2014 (stream plného alba od 20. 8. 2014 na http://pitchfork.com/advance/519-pale-communion/ Archivováno 20. 8. 2014 na Wayback Machine.)
- Délka: 55:40

Seznam písní
1. Eternal Rains Will Come
2. Cusp of Eternity
3. Moon Above, Sun Below
4. Elysian Woes
5. Goblin
6. River
7. Voice of Treason
8. Faith in Others

### Sorceress
Toto album dále rozvíjí styl progresivního rocku z předchozích alb. Přestože je využito více metalových prvků než v albu Pale Communion, k dřívějšímu death metalu dřívějších let se hudba nepřibližuje. Jsou využity jazzové prvky, které se míchají s akustickými kytarami, klávesami a podobnými nástroji. Album tematicky bere inspiraci z osobního života zpěváka Mikaela Åkerfeldta. Všechny písně složil Mikael Åkerfeldt , píseň Strange Brew složil Fredrik Åkesson - kytara a doprovodné vokály.
- Vyšlo 18. 6. 2016
- Délka S bonusovými písněmi: 90:18

Seznam písní
1. Persephone
2. Sorceress
3. The Wilde Flowers
4. Will O The Wisp
5. Chrysalis
6. Sorceress 2
7. The Seventh Sojourn
8. Strange Brew
9. A Fleeting Glance
10. Era
11. Persephone (Slight Return)
- Bonusové Skladby:

12. The Ward
13. Spring MCMLXXIV
14. Cusp of Eternity (živě s Plovdiv Symphonic Orchestra - z alba Pale Communion)
15. The Drapery Falls (živě s Plovdiv Symphonic Orchestra - z alba Blackwater Park)
16. Voice of Treason (živě s Plovdiv Symphonic Orchestra - z aIlba Pale Communion)

### In Cauda Venenum
Album In Cauda Venenum bylo vydáno ve dvou verzích; anglické a švédské. Celé album obsahuje velmi experimentální prvky, například v písni Charlatan jsou použity pouze baskytary místo normálních elektrických kytar. ve švédské verzi alba jsou podle Mikaela Åkerfeldta o mnoho lepsši vokály, protože švédština je jeho mateřský jazyk. V albu jsou velmi často využity klávesy a folkové prvky.
- Vyšlo:27. 9. 2019
- Délka: 67:53Garden of Earthly Delights (Livets trädgård)

1. Dignity (Svekets Prins)
2. Heart in Hand (Hjärtat vet vad handen gör)
3. Next of Kin (De närmast sörjande)
4. Lovelorn Crime (Minnets yta)
5. Charlatan
6. Universal Truth (Ingen sanning är allas)
7. The Garroter (Banemannen)
8. Continuum (kontinuerlig drift)
9. All Things Will Pass (Allting tar Slut)